# Свирчевская, Зинаида Венедиктовна
Зинаида Венедиктовна Свирчевская (1894 — 23 сентября 1919) — прапорщик, «первопоходница», сотрудница разведывательного отдела штаба Добровольческой армии, арестована ЧК при попытке восстановить связь с Московским подпольным «Национальным центром».

## Биография
Родилась в 1894 году. В 1914 году окончила Костромскую частную женскую гимназию Ю. В. Смоляниновой.

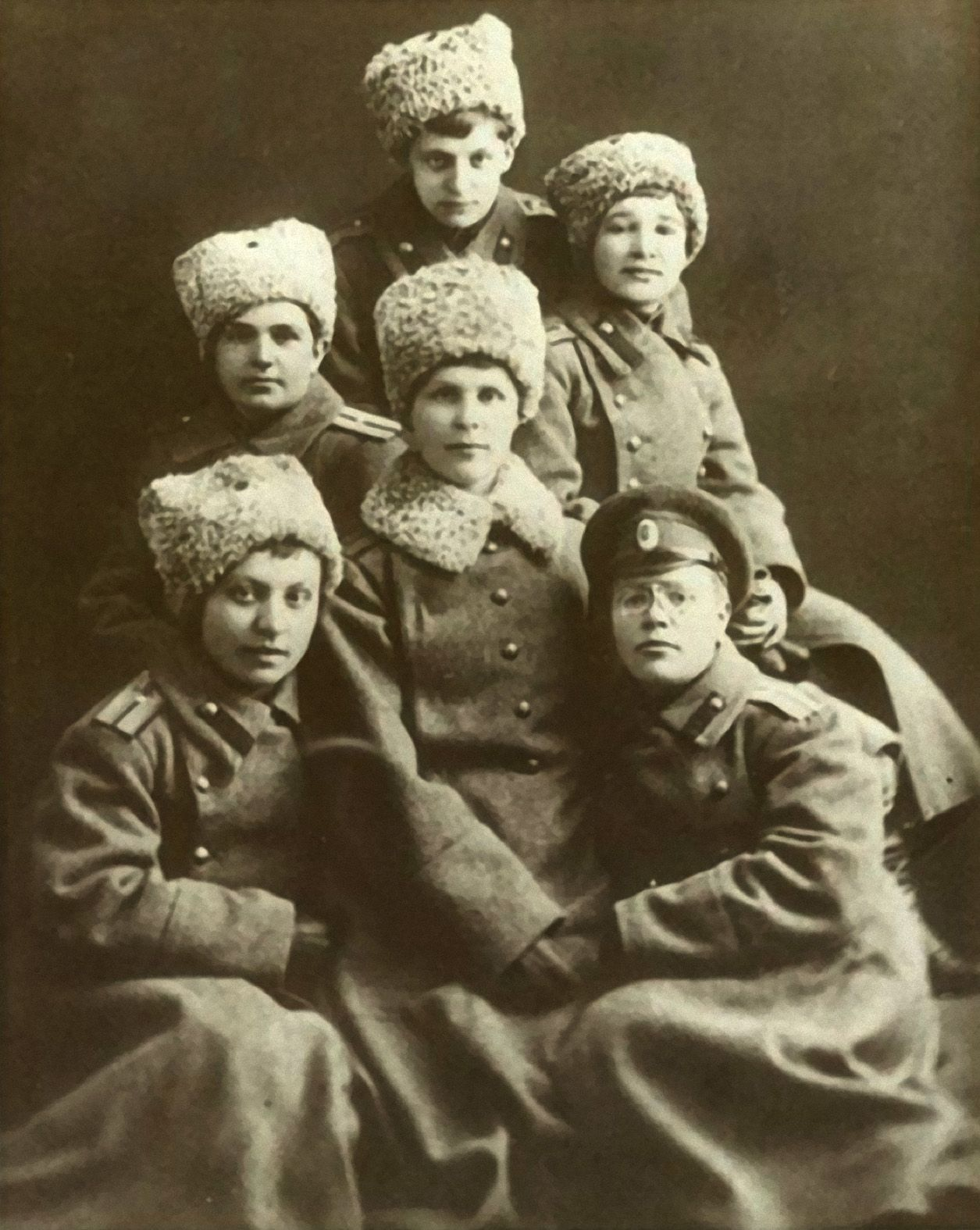
Девушки-прапорщики, выпускницы Александровского училища. Октябрь 1917 года. Первый ряд (слева направо): А. Виденек, З. Реформатская, Н. Заборская. Сзади: А. Кочергина, З. Свирчевская, З. Готгард

28 июня 1917 года зачислена в Московский женский батальон смерти. Окончила ускоренный курс московского Александровского военного училища в составе его единственного «женского» выпуска. 4-го октября 1917-го года в честь выпущенных женщин-офицеров Всероссийским женским союзом помощи Родине «Женщины за Отечество» был устроен торжественный приём, на который были приглашены 400 человек, в том числе множество иностранцев.
В Добровольческой армии в Корниловском ударном полку. Одна из семнадцати девушек участниц 1-го Кубанского (Ледяного) похода
Глава разведывательного отдела штаба Добровольческой армии полковник С. Н. Ряснянский вспоминал, что осенью 1917 г. несколько девушек прапорщиков прибыли на Дон и принципиально отказались работать сестрами милосердия, и потому были прикомандированы к разведывательному отделению.

Выезжая на Украину для получения секретной информации, Ряснянский посылал в Добровольческую армию донесения со служившими у него в разведывательном отделении прапорщиками Свирчевской, Заборской, Готгарт и Кочергиной. Он отмечал, что «женщинам было легче перебираться из Украины на Дон, а кроме того, они были преданными и верными людьми и в достаточной степени ловкими». Неоднократные переходы линии фронта Свирчевской подтверждает и обнаруженная в архиве руководителя Добровольческой армии генерал-адъютанта М. В. Алексеева записка: 
Дорогой полковник,
Письмо это вручит вам прапорщик Свирчевская, которая командируется в Киев. Она отправляется в женском костюме. Человек надежный и к выполнению различных поручений приспособленный.
Прошу вас дать ей поручения, какие признаете нужными, а главное получить, если это возможно <неразборчиво> для реализации их на месте в денежные знаки.

Вероятно перемещение на юг нашей деятельности не ослабит нашей работы, для которой нужны средства. Я должен был прибегнуть к решительной мере, назначив с 28-го января рядовому жалованье 180 рублей в месяц, в предположении, что это подвинет на поступление в наши ряды. Такое увеличение расходов мы можем выдержать только при скорой вашей помощи, о которой я прошу

В том же архиве хранится ответ на французском, полученный через прапорщика Свирчевскую. Здесь он приведён в переводе: 
Я, нижеподписавшийся, Анри Франсуа, комендант французской военной миссии в России, извещаю о получении от мадам Свирчевской десяти чеков по пятьдесят фунтов стерлингов каждый, пронумерованные от 45 до 54, выданные в Яссах 31 декабря 1917 года, которые должны быть выплачены по распоряжению майора Фрица Вильямса.
Сведения об обстоятельствах ареста Свирчевской ЧК пока не обнаружены. Известно, что это произошло в Москве. 23 сентября 1919 года в советских газетах опубликовано сообщение о расстреле, осуждённых за связь с подпольной антисоветской организацией «Всероссийским национальным центром». Про Зинаиду Свирчевскую сказано «Агент Деникина. Прибыла в Москву для координации действий московского военного подполья с Деникиным. При обыске найдены два удостоверения от отдела разведки Добровольческой армии».
23 сентября 1919 года после публикации в газетах о расстреле по делу «Национального центра» Л. Д. Троцкий телеграфировал Ф. Э. Дзержинскому : «В опубликованном сегодня в газетах списке расстрелянных под № 53 значится Свирчевская, прапорщик, агент Деникина, прибыла в Москву и пр. Ясно, что здесь какая-то путаница. Неточность в такого рода списках является в высшей степени досадной, так как неряшливости не может быть в перечне расстрелянных. Ошибка может навести читателей на мысль, что и расстрелы производились так же неряшливо…». Это замечание председателя Реввоенсовета Республики связано, по-видимому, с тем, что он считал, что женщин-офицеров не бывает.
Дата гибели приводится условно по публикации в газете. Но предполагают, что Н. Н. Щепкин и супруги А. Д. и А. С. Алфёровы были расстреляны ещё в ночь с 14 на 15 сентября. После этого их тела, вместе с ещё 31-м расстрелянным в эту ночь, были погребены в общей могиле за оградой Калитниковского кладбища на узкой полоске земли, отделяющей кладбище от Москва-реки. Нельзя исключать, что Зинаида Свирчевская была погребена вместе с ними.

## Комментарии
1. ↑  В адресной книге "Москва - 1917" на стр 437 есть запись "Свирчевский Венедикт Петрович, Даезъ 31, Материальная служба Управления Привисленской железной дороги[1]. Он же в 1911 году заведовал Жмеринским складом Материальной службы[2]. Возможно, это отец.
2. ↑  В Корниловском «Ледяном походе» участвовали "первопоходницы"

  1. Бирюкова Александра,
  2. Бирюкова Нина,
  3. де Боде София,
  4. Виденек Анна[5],
  5. Готгардт Зинаида,
  6. Заборская Надежда,
  7. Зубакина Ольга,
  8. Кочергина Антонина,
  9. Мерсье Вера,
  10. Мерсье Мария,
  11. Николаева Клавдия,
  12. Пылаева Юлия,
  13. Реформатская Зинаида,
  14. Свирчевская Зинаида,
  15. Семёнова Наталья,
  16. Тихомирова Евгения,
  17. Черноглазова Мария[8]
3. ↑  Публикатор этого послания, дочь генерала Вера Михайловна Алексеева-Борель (1899—1992), считает, что это письмо было отправлено до 1-го Корниловского похода, а ответ на него получен после[9]. Это бы значило, что Зинаида Свирчевская не могла участвовать "Ледяном походе", что противоречит другим источникам. Однако письмо не датировано и из его содержания прямо не следует предположение Алексеевой-Борель. Фраза "Вероятно перемещение на юг нашей деятельности не ослабит нашей работы" могла быть написана и сразу после похода. Тогда это значит, что Зинаида Свирчевская была отправлена за линию фронта сразу после прихода Добровольческой армии в Екатеринодар, то есть после 13 мая 1918 года.